# Gotthilf Hagen
Gotthilf Heinrich Ludwig Hagen (Königsberg, 3 de março de 1797 — Berlim, 3 de fevereiro de 1884) foi um físico e engenheiro hidráulico alemão.

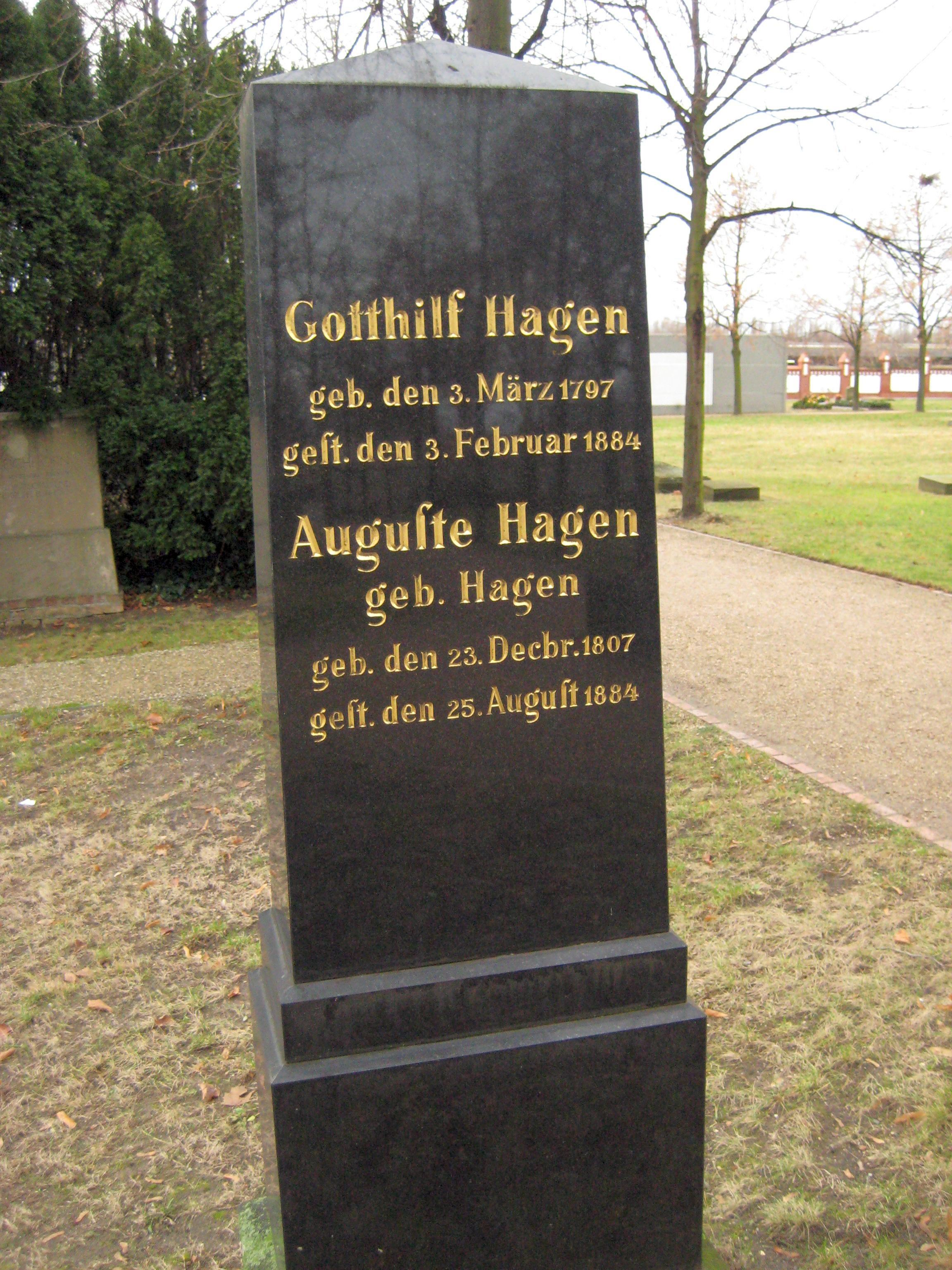
Sepultura de Gotthilf e Auguste Hagen no Cemitério dos Inválidos, Berlim